# Diduch

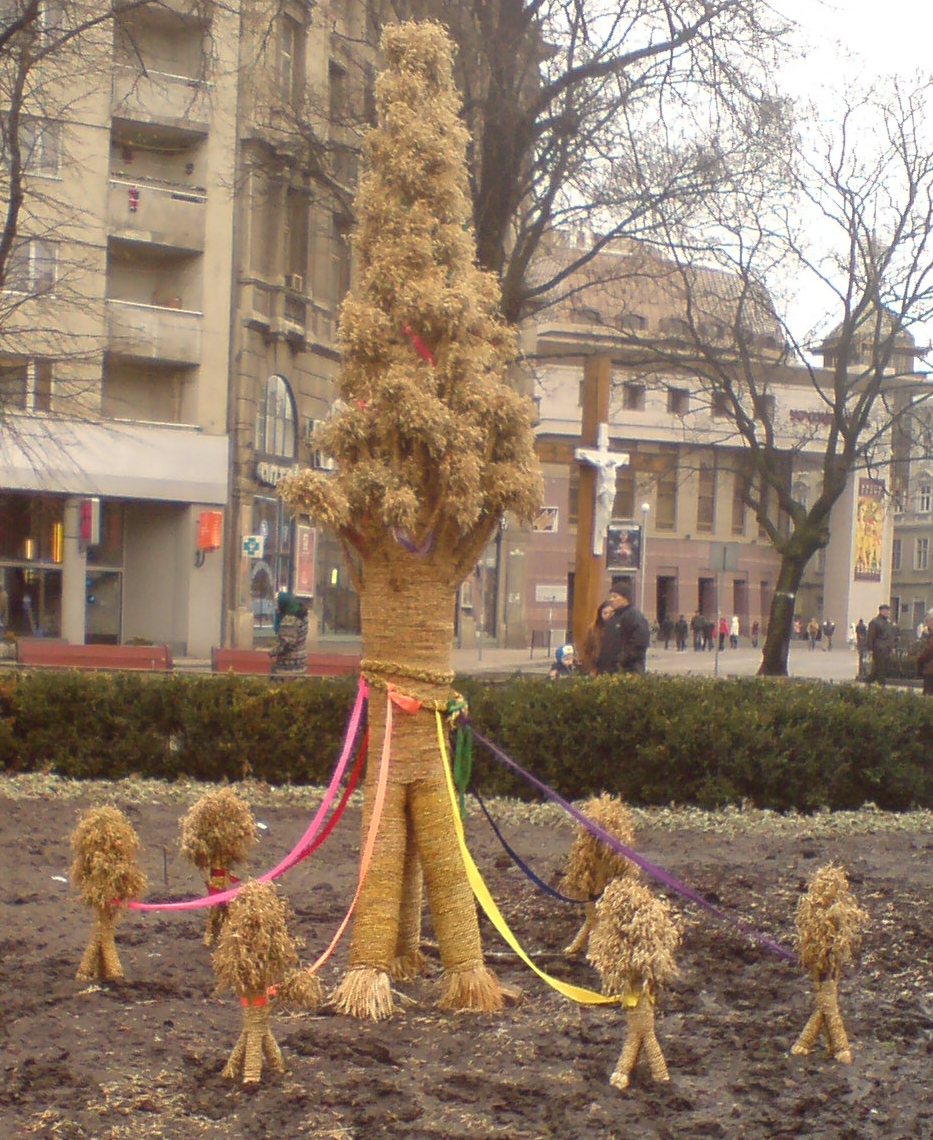
Współczesny diduch jako ozdoba we Lwowie

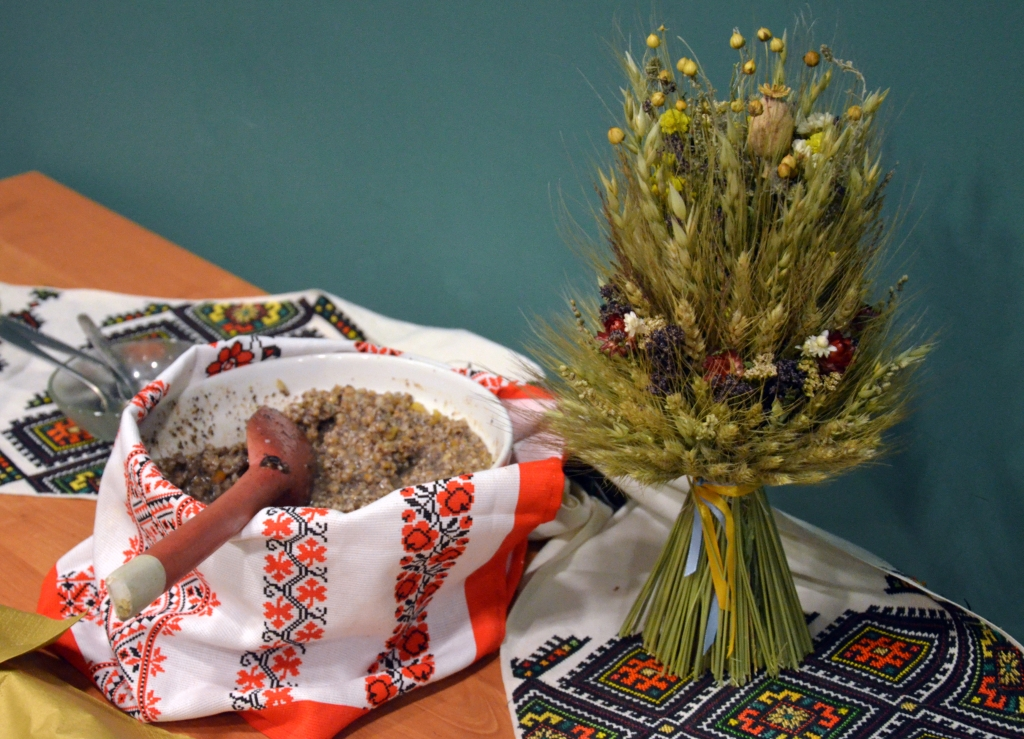
Diduch i kutia na świątecznym stole bożonarodzeniowym

Diduch (dosł. dziad), okłót – w tradycji wschodniosłowiańskiej i góralskiej pierwszy skoszony podczas żniw snop pszenicy i owsa lub niemłóconego żyta, ustawiany kłosem do góry w kącie izby na Szczodre Gody, a obecnie na Boże Narodzenie. Uważany był za wróżbę urodzaju w następnym roku i traktowany jako swego rodzaju talizman przeciw złym mocom.
Trzymano go w domu do Trzech Króli, a następnie rytualnie palono. W niektórych tradycjach (por. informacje w artykule Święto Godowe) trzymano go do wiosny, młócono i z jego ziaren dokonywano pierwszego wiosennego zasiewu.
Na Lubelszczyźnie zwany też królem. Na południu Małopolski w Gorcach i okolicy zwany w gwarze Białych Górali łokótem (staropolski okłót/okłot).
Zwyczaj ustawiania snopa w chacie na Święto Godowe wywodzi się jeszcze z czasów przedchrześcijańskich i związany był z kultem przodków. Symbolizował ducha opiekuńczego domu. Został zaadaptowany przez chrześcijaństwo na terenie Ukrainy jako zwyczaj bożonarodzeniowy.